# Piotr Arkudiusz
Piotr Arkudiusz (gr.: Πέτρος Αρκούδιος, Petros Arkudios) (ur. 1562 na wyspie Korfu, zm. 1633 w Rzymie) – grecki teolog i działacz unicki. 

## Życiorys
W latach 1578–1591 przebywał w Rzymie, gdzie ukończył greckie kolegium św. Atanazego. W 1591 papież Grzegorz XIII wysłał go do Rzeczypospolitej w celu pozyskania prawosławnych dla katolicyzmu. W latach 1593–1596 przebywał w Rzymie. Powrócił do państwa polsko-litewskiego wraz z pozyskanymi do unii biskupami ruskimi – H. Pociejem i C. Terleckim. Brał udział w synodzie w Brześciu w 1596, gdzie ogłoszono unię brzeską. W nagrodę otrzymał od Zygmunta III szereg beneficjów – wieś Torokanie pod Brześciem i archimandrię w Ławryszewie. W 1609 powrócił do Rzymu i przeszedł na obrządek łaciński. Utrzymywał nadal ścisłe listowne kontakty z polskimi unitami. Jest autorem kilku traktatów teologicznych i historycznych.